# Льюїс Фрай Річардсон
Лью́їс Фрай Рі́чардсон (англ. Lewis Fry Richardson; 11 жовтня 1881, Ньюкасл-апон-Тайн — 30 вересня 1953, Кілмен) — британський фізик, математик i психолог, розробник математичних засобів для точного прогнозування погоди. Член Лондонського королівського товариства з 1926 року.

## Життєпис
Льюїс Річардсон народився 11 жовтня 1881 року в Ньюкасл-апон-Тайн (Англія), був найменшою дитиною із семи дітей у сім'ї Девіда та Кетрін (уроджена Фрай) Річардсонів. Батько, як і його предки протягом останніх 300 років, був за професією дубильником шкір. У віці 12 років Льюїса відправили до школи Бутгема (квакерської школи-інтернату) у Йорку, де він здобув базову освіту, яка стимулювала активний інтерес до природничих наук. У 1898 році він закінчив цю школу та два роки навчався в Даремському науковому коледжі, де слухав курси з математичної фізики, хімії, ботаніки та зоології. З 1900 року став студентом Королівського коледжу Кембриджа, де серед інших природничих наук вивчав фізику під керівництвом Дж. Дж. Томсона і закінчив коледж з відзнакою в 1903 році. Через двадцять років Річардсон став студентом екстернату з психології в Університетському коледжі Лондона. Він закінчив його у 1929 році та здобув докторський ступінь в цій галузі в 1932 році.
У 1903—1913 роках, з річною перервою у 1906—1907, працював у навчальних лабораторіях, а відтак з 1913 по 1916 рік — у Метеорологічному бюро завідувачем обсерваторії Ескдалемюр. Відповідно до своїх квакерських переконань Річардсон відмовився від військової служби, однак у Першу світову війну служив з 1916 по 1919 рік у санітарному підрозділі при 16-й французькій піхотній дивізії. Після служби він на рік повернувся до роботи у Метеорологічному бюро. Потім з 1920 до 1929 працював на посаді директора інституту фізики Вестмінстерського педагогічного коледжу, а після цього до 1940 року був директором Технологічного коледжу Пейслі. У подальші роки був на пенсії.
Помер 30 вересня 1953 року в Кілмені.

## Наукові здобутки
Результати його роботи з прогнозування погоди спочатку не мали практичного застосування, оскільки на підготовку прогнозу на найближчі 24 години було потрібно три місяці, але з розвитком комп'ютерів методи Річардсона стали широко вживаними. У 1950 році, коли Річардсон дістав новину про перший прогноз погоди, отриманий за допомогою першого сучасного тоді комп'ютера ENIAC, він назвав це «величезним науковим прогресом». Для проведення перших розрахунків для 24-годинного прогнозу ENIAC знадобилося майже 24 години.
Річардсон також цікавився атмосферною турбулентністю і провів багато експериментів. Безрозмірнісна величина, що визначається відношенням роботи, яка здійснюється архімедовою (гідростатичною) силою в атмосфері, до роботи сил турбулентного тертя дістала назву «число Річардсона».
Переконаний пацифіст, він намагався використати математичні інструменти для визначення причин війн. Зробив внесок у розвиток теорії диференціального та інтегрального числення та досліджував дифузію. У 1951 році сформулював так званий парадокс берегової лінії, згідно з яким виміряна довжина берегової лінії зростає в міру застосування точніших методів вимірювання.
Він відзначений також за його новаторську роботу з фракталів та метод розв'язку систем лінійних рівнянь, відомий як «модифікована ітерація Річардсона».

## Особисте життя
Від 1909 року був у шлюбі з Дороті Гарнетт (англ. Dorothy Garnett), дочкою професора Вільяма Гарнетта і сестрою освітянина та адвоката Максвелла Гарнетта. Через несумісність у крові пара не мала потомства, вони виховували трьох прийомних дітей. Племінником Льюїса Річардсона був актор Ральф Річардсон.